# Zoarchias neglectus
Zoarchias neglectus е вид бодлоперка от семейство Zoarcidae.

## Разпространение и местообитание
Този вид е разпространен в Япония.
Обитава крайбрежията на морета.

## Описание
На дължина достигат до 7 cm.